# Stefan Orłowski
Stefan Orłowski, ps. „Hołowczyc”, „Sulima” (ur. 1 kwietnia 1887 w Sulbinach Górnych, pow. Garwolin, zm. 30 maja 1969 w Warszawie) – legionista, major dyplomowany kawalerii Wojska Polskiego, podpułkownik NSZ.

## Życiorys
Urodził się w rodzinie Edwarda i Michaliny z Zaleskich, którzy posiadali majątek w Sulbinach Górnych. Był bratem Ludomira, Janiny Puczkowskiej (zm. 1940) i Romany Wyszomirskiej. Od 1900 roku uczęszczał do szkoły realnej w Kaliszu. W 1904 roku zorganizował w szkole tajną organizacją skupiającą ok. 90 uczniów – wśród członków był m.in. Juliusz Ulrych. W lutym 1905 został wydalony ze szkoły za udział w strajku szkolnym. W listopadzie 1905 roku przyjęty do Polskiej Szkoły Handlowej w Kaliszu. Również w tym czasie wstąpił do Narodowego Związku Robotniczego, był  współpracownikiem Związku Młodzieży Polskiej, a potem Związku Młodzieży Polskiej. Organizował manifestacje i strajki szkolne domagające się nauki w szkołach w języku polskim. W kwietniu 1907 zaczął wydawać w Kaliszu pismo „Dźwignia”. W tym samym roku wyjechał do Krakowa, gdzie w 1909 zdał maturę i wstąpił na wydział medyczny. Orłowski udzielał się w działalności konspiracyjnej oraz w skautingu, Drużynach Strzeleckich. W roku 1910 ukończył w Drużynach Strzeleckich Szkołę Podchorążych.
6 sierpnia 1914 roku przerwał studia i wstąpił do Legionów. Brał udział w bitwach pod Kielcami, Chmielnikiem, Mniewem, Wiślicą, Staszowem, Szczytnikami, Czarkową, Opatowem, Nowym Korczynem, Wodzisławicami, Uliną, Jordanowem, Tymbarkiem, Białem, Marcinkowicami, Dąbrówką, Nowym Sączem i Łowczówkiem. Ciężko ranny 23 czerwca 1915 roku i przez cały rok przebywał na leczeniu. W drugiej połowie 1916 roku brał udział w walkach na froncie wołyńskim i litewskim. W maju 1917 roku był uczestnikiem tajnego zjazdu w Ostrołęce. Po kryzysie przysięgowym internowany w obozie w Szczypiornie.
W 1918 roku był słuchaczem kursu Wyszkolenia Kawalerii w Mińsku Mazowieckim jako dowódca plutonu. Od października 1918 roku w garnizonie w Warszawie. W styczniu 1919 roku dostał przydział do nowo sformowanego 30 pułku piechoty jako adiutant I batalionu. W szeregach tego pułku walczył w wojnie polsko-bolszewickiej jako dowódca oddziału konnego zwiadu. Ranny w walkach pod Dunajewem. 
Pod koniec 1920 roku przydzielony do 13 pułku Ułanów Wileńskich jako dowódca oddziału sztabowego, a następnie oficer szwadronu. 14 kwietnia 1921 roku został zatwierdzony z dniem 1 kwietnia 1920 roku w stopniu rotmistrza, w kawalerii, w grupie oficerów byłych Legionów Polskich. W grudniu 1922 roku został odkomenderowany do Oddziału IV Sztabu Generalnego, a w 1923 roku do Oddziału IIIa Biura Ścisłej Rady Wojennej. W latach 1923–1925 był słuchaczem Wyższej Szkoły Wojennej. W latach 1925–1927 w Dowództwie Okręgu Korpusu Nr VIII w Toruniu. Od 1928 roku dowódca szwadronu w 9 pułku strzelców konnych. W marcu 1930 roku został przeniesiony do Dowództwa Okręgu Korpusu Nr III w Grodnie. Z dniem 31 sierpnia 1933 roku został przeniesiony w stan spoczynku. W 1934 roku pozostawał w ewidencji Powiatowej Komendy Uzupełnień Białystok. Posiadał przydział do Oficerskiej Kadry Okręgowej Nr III. Był wówczas „przewidziany do użycia w czasie wojny”. 
W latach 1933–1936 w Białymstoku na stanowisku Inspektora Okręgowego OPLiG.(Obrona Przeciwlotnicza i Gazowa) oraz jako komendant Okręgu Związku Rezerwistów Nr 3 w Białymstoku.
W czasie II wojny światowej brał czynny udział w konspiracji w formacjach NSZ jako szef wywiadu komunikacyjnego w KG, awansowany na stopień podpułkownika.
Od 1936 roku mieszkał w Ożarowie Mazowieckim, zmarł w Warszawie 30 maja 1969 roku.
W 1925 roku ożenił się z Marią Wędrowską, malarką, młodszą od niego o 15 lat. Mieli dwie córki Krystynę Ewę Marię Romanę i Annę Teresę.

## Awanse
- starszy ułan - 20 grudnia 1914 r.
- kapral – 6 stycznia 1915 r.
- plutonowy – 17 kwietnia 1915 r.
- wachmistrz – 23 czerwca 1915 r.
- chorąży – 1 listopada 1916 roku[17]
- podporucznik – 20 grudnia 1917 r.
- rotmistrz – 1 kwietnia 1922 roku zatwierdzony z dniem 1 kwietnia 1920 roku
- major – 1 lutego 1930 roku ze starszeństwem z dniem 1 stycznia 1930 r.

## Ordery i odznaczenia
- Krzyż Niepodległości (7 lipca 1931)[18]
- Krzyż Walecznych
- Medal Pamiątkowy za Wojnę 1918–1921
- Medal Dziesięciolecia Odzyskanej Niepodległości
- Odznaka za Rany i Kontuzje
- Odznaka Sztabu Generalnego
- Odznaka 9 Pułku Strzelców Konnych (18 października 1930)[19]
- Honorowa Odznaka Komandorska Przysposobienia Wojskowego